# 锐齿西南委陵菜
锐齿西南委陵菜（学名：Potentilla fulgens var. acutiserrata）为蔷薇科委陵菜属下的一个变种。

## 扩展阅读
- 維基物種上的相關：锐齿西南委陵菜